# Levitzky Károly
Levitzky Károly dr. (Dorgos, 1885. május 1. – Budapest, 1978. augusztus 23.) magyar evezős, rendőrfőorvos.

## Sportegyesületei
A Műegyetemi AFC (MAFC) sportolójaként érte el sportsikereit.

### Magyar evezős bajnokság
A nemzeti Hajós Egylet tagjaként indult egypárevezős versenyeken. 1907–1908 között és 1912–1913 között megnyerte az országos egypárevezős bajnokságot.

### Olimpiai játékok
Angliában, Londonban rendezték az V., az  1908. évi nyári olimpiai játékok nyári olimpia evezős versenyeit. Az olimpián eljutott az elődöntőig, egypárevezős sportágban holtversenyben bronzérmes lett.
Svédországban rendezték az VI., az 1912. évi nyári olimpiai játékok nyári olimpia evezős versenyeit, ahol helyezetlen lett.